# Núria Pedrals
Núria Pedrals Pugés (1950-) es una arquitecta española.

## Trayectoria
Pedrals finalizó la carrera de arquitectura en el año 1974 en la Universidad Politécnica de Cataluña (UPC). Además, realizó diferentes cursos en el Colegio de Arquitectos relacionados con planificación urbana y gestión urbanística municipal, ordenación territorial e impacto ambiental y ha participado en diversos seminarios, jornadas y cursos relacionados con el urbanismo, la vivienda, el Medio Ambiente y la Sostenibilidad. También realizó cursos de especialidad como el denominado "Paisaje, Ordenación del Territorio e Impacto Ambiental" entre 1991 y 1992 en la UPC. 
El 17 de enero de 2005 fue nombrada Subdirectora General de Calidad, Sostenibilidad y Rehabilitación del Departamento de Medio Ambiente y Vivienda y en 2007 directora general de Calidad de la Edificación y Rehabilitación de la Vivienda de la Generalidad de Cataluña.También trabajó como directora de Servicios de Urbanismo para diversos ayuntamientos, como el del Prat de Llobregat, Sant Feliu y Sant Cugat. Fue presidenta de AuS (Arquitectos por la Sostenibilidad) y coordinadora de OBRA (Observatorio para la Rehabilitación de Barcelona).

## Obra
- 2006 - Criteris de coeficiència en els edifici. EPSEB.

## Reconocimientos
En 2020, Pedrals fue incluida dentro del proyecto “Mujeres Investigadoras en los Archivos Estatales (1900-1970)” para la descripción archivística y creación de un micrositio específico en el Portal de Archivos Españoles (PARES), desarrollado entre 2020-2023. Este proyecto ha sido impulsado por la Subdirección General de Archivos Estatales, con el objetivo visibilizar la labor de investigación realizada en España por las mujeres en el intervalo 1900-1970 partiendo de los registros documentales que se conservan en los Archivos de Gestión de los AAEE del Ministerio de Cultura (el Archivo Histórico Nacional, el Archivo de la Corona de Aragón, el Archivo General de Simancas, el Archivo General de Indias, el Archivo de la Real Chancillería de Valladolid, el Archivo General de la Administración y el Centro de Información Documental de Archivos).